# Sphyraena idiastes
Sphyraena idiastes е вид бодлоперка от семейство Sphyraenidae. Видът не е застрашен от изчезване.

## Разпространение и местообитание
Разпространен е в Еквадор, Колумбия, Коста Рика, Перу и Чили.
Обитава крайбрежията на морета, заливи и рифове в райони с тропически и умерен климат. Среща се на дълбочина от 3 до 24 m.

## Описание
На дължина достигат до 91 cm.